# Colin Pitchfork
Colin Pitchfork (nascut el 23 de març de 1960) és un assassí i violador britànic condemnat. Va ser la primera persona condemnada per assassinat basada en proves d'empremtes genètiques de l'ADN i la primera que va ser capturada com a resultat d'un cribatge massiu d'ADN. Pitchfork va violar i assassinar dues noies a pobles veïns de Leicestershire, la primera a Narborough, el novembre de 1983, i la segona a Enderby, el juliol de 1986. Va ser arrestat el 19 de setembre de 1987 i condemnat a cadena perpetua el 22 de gener de 1988, després d'admetre tots dos assassinats.

## Infantesa i joventut
Pitchfork va viure a Newbold Verdon, assistint a les escoles de Market Bosworth i de Desford, fins al seu matrimoni el 1981 amb una treballadora social, després del qual va viure a Littlethorpe. Els Pitchforks van tenir dos fills.
Abans del matrimoni, Pitchfork havia estat condemnat per exhibició indecent i havia estat derivat per teràpia a l'Hospital Carlton Hayes, Narborough.
Pitchfork havia obtingut treball a l'empresa Hampshires Bakery el 1976 com a aprenent. Va continuar treballant allà fins a la seva detenció pels assassinats. Va esdevenir especialista com a escultor de la decoració de pastissos i havia volgut, amb el temps, iniciar el seu propi negoci de decoració de pastissos. Segons el seu supervisor, era "un bon treballador i complia amb l'horari, però resultava incòmode ... i no podia deixar les dones treballadores soles. Sempre les donava conversa".

## Història delictiva
El 21 de novembre de 1983, Lynda Mann, de 15 anys, va sortir de casa per anar a visitar a una amiga. No va tornar. L'endemà al matí es va trobar el seu cadàver en un camí desert conegut com a Black Pad. Hi havia estat violada i estrangulada. Usant les tècniques forenses disponibles en aquella època, la policia va vincular una mostra de semen obtinguda del seu cos amb una persona el factor Rh era A positiu i un perfil enzimàtic que només coincidia amb el 10% de les persones de sexe masculí. Els indicis probatoris no van ser suficients per dur a terme cap detenció però el cas va romandre obert.
El 31 de juliol de 1986, una altra jove de 15 anys, Dawn Ashworth, va prendre una drecera cap a casa en lloc de seguir el camí habitual. Dos dies més tard, el seu cos va ser trobat en una àrea boscosa a prop d'un sender anomenat Ten Pound Lane. Havia estat colpejada, violada i estrangulada fins a morir. El modus operandi coincidia amb el crim de Lynda Mann i les mostres de semen van revelar que pertanyien a el mateix grup sanguini.
El principal sospitós va ser un jove amb dificultats d'aprenentatge, de 17 anys anomenat Richard Buckland qui, durant el seu interrogatori, va revelar posseir coneixement del cos mort de Dawn Ashworth i va admetre haver-la assassinat, encara que va negar la seva intervenció al de Lynda Mann.

## Perfil genètic d'ADN
El 1985, Alec Jeffreys, un investigador genètic en la Universitat de Leicester, desenvolupà el perfilat d'ADN o empremta genètica juntament amb Peter Gill i Dave Werrett en el Servei de Ciència Forense (Forensic Science Service - FSS).
Gill comentà: 
| « | I was responsible for developing all of the DNA extraction techniques and demonstrating that it was possible after all to obtain DNA profiles from old stains. The biggest achievement was developing the preferential extraction method to separate sperm from vaginal cells – without this method it would have been difficult to use DNA in rape cases. | Vaig ser el responsable de desenvolupar totes les tècniques d'extracció d'ADN i demostrar que al cap i a la fi era possible obtenir perfils d'ADN a partir de taques antigues. L'èxit més gran va ser desenvolupar el mètode d'extracció preferent per separar l'espermatozoide de les cèl·lules vaginals - sense aquest mètode hauria estat difícil utilitzar l'ADN en casos de violació. | » |

Usant aquesta tècnica, Jeffreys va comparar mostres de semen de tots dos assassinats amb sang de Buckland. Es va demostrar concloentment que les dues dones van ser assassinades pel mateix home, però Buckland no n'havia estat l'autor. La policia va consultar a l'FSS per verificar els resultats de Jeffreys i decidir quina direcció adoptar en la investigació del cas. Buckland va ser la primera persona a la qual se la descartà de la comissió d'un delicte per la prova de la tècnica de l'ADN.
Més tard, Jeffreys digué:
| « | I have no doubt whatsoever that he would have been found guilty had it not been for DNA evidence. That was a remarkable occurrence. | No tinc cap mena de dubte que hagués estat declarat culpable encara sense les proves d'ADN. Va ser un fet notable. | » |

## Investigació policial
La Policia de la parròquia de Leicestershire i la FSS van encetar llavors una recerca en la qual més de 5.500 homes de la demarcació ser apel·lats a donar mostres de sang o saliva. El procés tardà sis mesos i no es van trobar coincidències.
L'1 d'agost de 1987, un dels col·legues de Pitchfork a la fleca, Ian Kelly, va revelar als seus companys de treball en un pub de Leicester (The Clarendon) que havia fet un examen de sang fent-se passar com a Pitchfork. Pitchfork va dir a Kelly que no podia donar sang amb el seu propi nom perquè ja havia donat sang suplantant un amic seu que havia volgut evitar ser assetjat per la policia per culpa d'una condemna juvenil per robatori. Una dona que va escoltar la conversa la va denunciar a la policia.
El 19 de setembre de 1987, Pitchfork va ser arrestat. Durant els següents interrogatoris, Pitchfork va admetre haver-se exhibit a més de 1.000 dones, una compulsió que va començar en els seus primers anys. Posteriorment va progressar a una agressió sexual i després a estrangular les seves víctimes per tal de protegir la seva identitat. Va declarar-se culpable dels dos violacions amb assassinat a més d'un altre incident d'agressió sexual i va ser condemnat a cadena perpètua. El Lord Chief Justice, (cap de la Judicatura d'Anglaterra i Gal·les) en el moment de la seva sentència, va dir: "Des del punt de vista de la seguretat del públic, dubto si hauria de ser mai alliberat". El secretari d'Estat va fixar un termini mínim de 30 anys; el 2009, la sentència de Pitchfork es va reduir en apel·lació a 28 anys.

## Obres d'art
A l'abril de 2009, es va exhibir una escultura que Pitchfork havia creat a la presó al Royal Festival Hall, Portant la música a la vida, representant una orquestra i un cor. Els personatges de l'escultura estaven fabricats amb paper plegat i retallat minuciosament, elaborat amb partitures de la novena simfonia de Beethoven. L'escultura va ser exhibida com a part d'una mostra d'obres del Koestler Trust, entitat dedicada a fomentar les arts en les presons, havent estat adquirida per la Sala del Festival per 600 £. Després de la indignació dels diaris i dels grups defensors de víctimes, es va eliminar de l'exposició. Pitchfork va realitzar aquest treball a la presó de Frankland, Brasside, comtat de Durham.